# Richard Griese
Richard Griese (* 27. Oktober 1930; † 16. März 2016) war ein deutscher Basketball- und Handballnationalspieler.

## Laufbahn
Griese spielte Handball und Basketball, in beiden Sportarten schaffte er es in die Nationalmannschaft. 1953 nahm er als Mitglied einer gesamtdeutschen Mannschaft an der Basketball-Europameisterschaft in Moskau teil, 1955 und 1957 spielte er mit der bundesdeutschen Auswahl abermals bei EM-Turnieren.
Auf Vereinsebene feierte Griese im Basketball 1956 seinen größten Erfolg, als er mit ATV Düsseldorf deutscher Meister wurde. Zwischenzeitlich, in der Saison 1953/54, spielte er für den Turnerbund Heidelberg und wurde mit der Mannschaft Dritter der deutschen Meisterschaft, ehe er 1954 nach Düsseldorf zurückkehrte. Als Seniorensportler wurde später ebenfalls mehrfach deutscher Basketball-Meister.
1964 wurde Griese mit der Sportplakette des Landes Nordrhein-Westfalen ausgezeichnet.
Richard Griese heiratete die Leichtathletin Ilse Jaeger, beider Tochter Anne Griese wurde ebenfalls Leichtathletin.